# Râmnicelu (gmina w okręgu Buzău)
Râmnicelu – gmina w Rumunii, w okręgu Buzău. Obejmuje miejscowości Colibași, Fotin, Râmnicelu i Știubei. W 2011 roku liczyła 4789 mieszkańców.